# Жаржо
Жаржо (фр. Jargeau) — город и коммуна во Франции, входит в департамент Луаре. Население — 4 288 человек.
Жаржо находится в центре Франции, входит в регион Центр.

## История
Город стал известен во время Столетней войны, когда Жаржо был взят французскими войсками во главе с Жанной д’Арк. Битва при Жаржо стала отправной точкой к решающей победе французских войск над британцами.

## Известные уроженцы
- Виже, Мари-Альберт (1843–1926) – французский политический и государственный деятель.